# Fuirena hirsuta
Fuirena hirsuta là loài thực vật có hoa trong họ Cói. Loài này được (P.J.Bergius) P.L.Forbes mô tả khoa học đầu tiên năm 1969.